# Каменско
Каменско (болг. Каменско) — бывшее село в Болгарии. Находилось в Бургасской области, входило в общину Сунгурларе.
По состоянию на 2010 год единственным жителем села был семидесятилетний Сабри Мехмед. Село было упразднено решением Совета Министров от 13 февраля 2013 года, его территория вошла в состав села Манолич.
Большинство жителей села исповедовали ислам.